# Vaakevandring
Vaakevandring est un groupe norvégien de unblack metal, originaire de Nannestad. Il est actif entre 1996 et 2007. Leur nom est une référence à la résurrection de Jésus. Ils jouent initialement du unblack atmosphérique épique, avec des mélodies folk au clavier. 
Leur EP éponyme (2004) est produit par Stian Aarstad de Dimmu Borgir, et est bien reçu par la critique. Malgré le fait qu'ils n'aient enregistré qu'un EP, Vaakevandring a une influence significative sur la scène unblack, du fait qu'ils soient l'un des groupes à changer la direction dominante des textes « anti-satanistes », menée par Horde, pour prendre une direction plus philosophique et émotionnelle. Vaakevandring partageait la tête d'affiche du festival suédois Endtime Festival avec Antestor en 2007. Après la dissolution du groupe, plusieurs membres rejoignent Antestor.

## Historique
En 1996, Alexander Nygård et Trond Bjørnstad forment un groupe de pop appelé Lothlorien avec Morten Sigmund Magerøy et un guitariste local. Le style de Lothlorien devient plus agressif et le groupe change de nom pour Inertia. Trond quitte la basse et commence les grunts tandis que le second guitariste se met à la basse. Lothlorien fait face à des problèmes liés à la religion. Le second guitariste souhaitait s'inspirer de thèmes plus sombres, mais quitte finalement le groupe. À cette période, Pål et Ronny Hansen invitent Magerøy à se joindre à eux à leur projet Signum Crusis. Ils répètent une fois et font d'Alexander Nygård leur guitariste. Ils changent de nom pour Korsferd. Morten joue de la guitare, Ronny de la basse, et Pål Dæhlen de la batterie. Hansen se consacre au chant et Trond devient bassiste. Le groupe change une dernière fois de nom pour Vaakevandring.
Le groupe se popularise notamment grâce à sa démo 98/99, produite par Stioan Aarstad, claviériste de Dimmu Borgir. Après les avoir entendu à un concert, Aarstad propose au groupe une session ouverte dans son studio car il avait besoin de s'entrainer au son et mixage audio,. Leur démo est terminée en décembre 1998, et pressée à 1 000 exemplaires. Elle est publiée en cassette audio en Indonésie par THT Productions au début de 2000.
Le groupe enregistre ensuite une chanson intitulée Fall of Man parue sur la compilation In the Shadow of Death, publiée par Endtime Productions. Lars Stokstad d'Antestor y joue de la guitare. Hansen et Magerøy se joignent à Antestor à cette période, tout en restant au sein de Vaakevandring. Pål Dæhlen se joint à Frosthardr. Ils jouent aussi avec Antestor au festival suédois Endtime Fest en 2007.

## Anciens membres
- Ronny Hansen - chant solo
- Alexander Nygård - guitare
- Morten Sigmund Magerøy - clavier, guitare, chant
- Pål Dæhlen - batterie
- Trond Bjørnstad - basse
- Solveig Maria Magerøy - chant